# オシエク市電
オシエク市電（クロアチア語: Tramvajski promet u Osijeku）は、クロアチアの都市・オシエク市内を走る路面電車。2025年現在、路線バスと共に市営企業であるオシエク都市旅客輸送（GPP、Gradski prijevoz putnika d.o.o. Osijek）によって運営されている。

## 歴史
19世紀のオシエクは急速な人口増加を受けて都市開発が盛んに行われたが、当時のオシエク市街は東西10 kmに渡って広がり、市民が暮らす地域も4箇所に分散していた事から、移動に適した公共交通機関が求められていた。そこで1884年10月9日、クロアチアおよびヨーロッパ南東部で初の路面鉄道として馬車鉄道が開通した。徒歩よりも早く移動し、利便性も高い当時の最先端の交通機関であった馬車鉄道は多くの利用客を得て、1889年以降延伸工事が盛んに行われた。
だが、19世紀末には馬車鉄道の輸送力だけでは旺盛な需要を賄いきれなくなり、より輸送力が高い新たな軌道交通・路面電車を導入する動きが起こった。しかし、民間企業によって運営されていた馬車鉄道を市営事業へ移管する過程で起きた諸問題から計画は難航し、更に第一次世界大戦の影響も受けた事から、最終的に馬車鉄道に代わって路面電車・オシエク市電が運行を開始したのは1926年12月12日となった。
電化当初から1960年代初頭までは2軸車による運行が行われていたが、同年代からはボギー車の導入が始まり、1968年以降はチェコスロバキア（現：チェコ）製のタトラT3YUが長期に渡って使用された。また、1970年・1990年には路線の延伸や単線区間の複線化工事も行われた。だが、1990年代前半に勃発したクロアチア紛争でオシエク市街は爆撃や戦闘に巻き込まれ、オシエク市電も従業員の死亡を始めとした被害を受けた。
情勢が落ち着いて以降、オシエク市電にはマンハイム市電で使用された中古車両の導入やタトラT3YUの更新など、輸送力の増強が行われた。また2008年にはBikara間、2014年にはVišnjevac方面への延伸も実施された。そして、2023年から2024年、1年5ヶ月以上の長期運休を実施した上で実施された大規模近代化工事によって、2025年以降の超低床電車の導入に向けた準備が行われている。

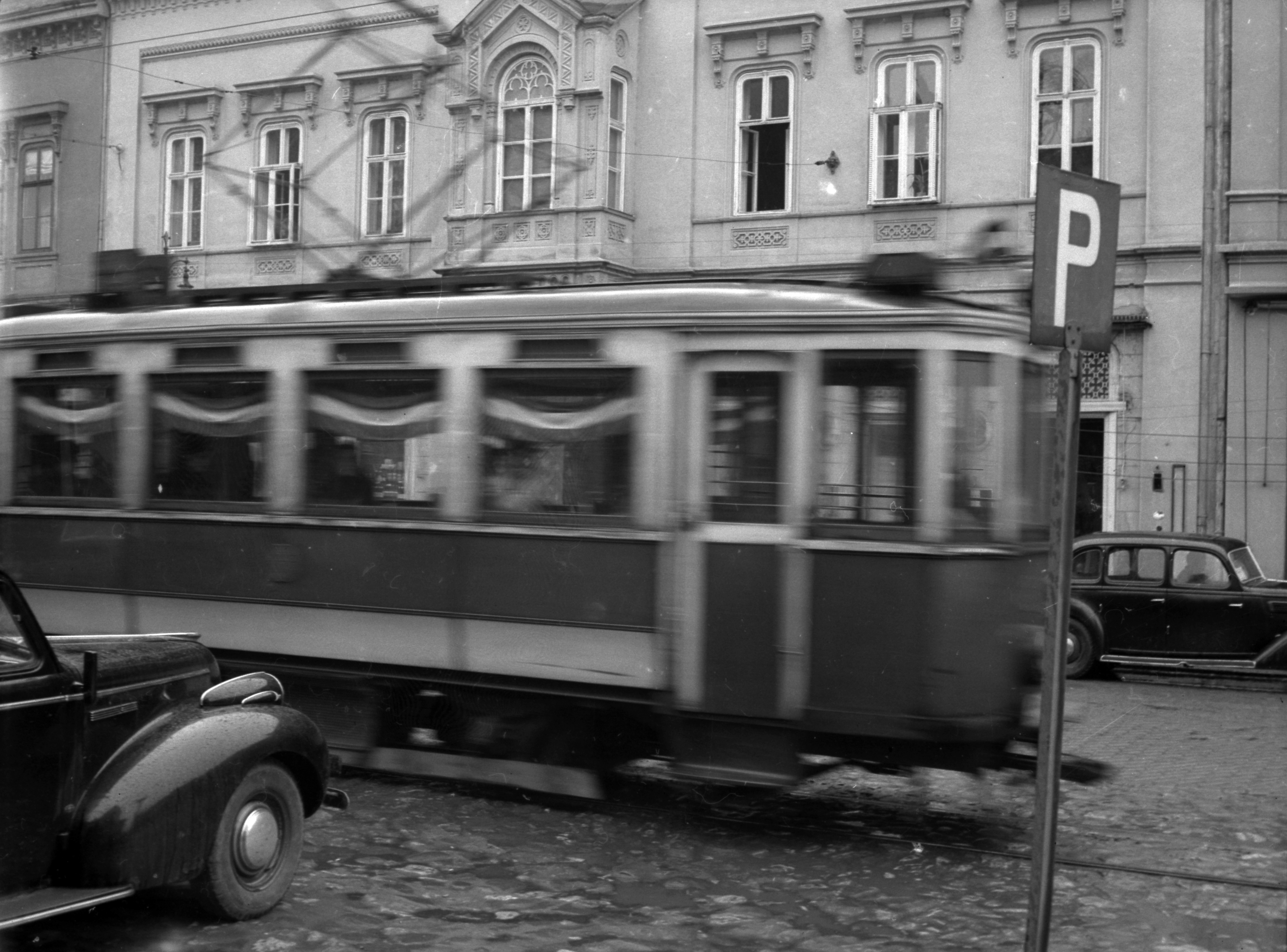
電化開業後は2軸車が長期に渡って使用された（1941年撮影）
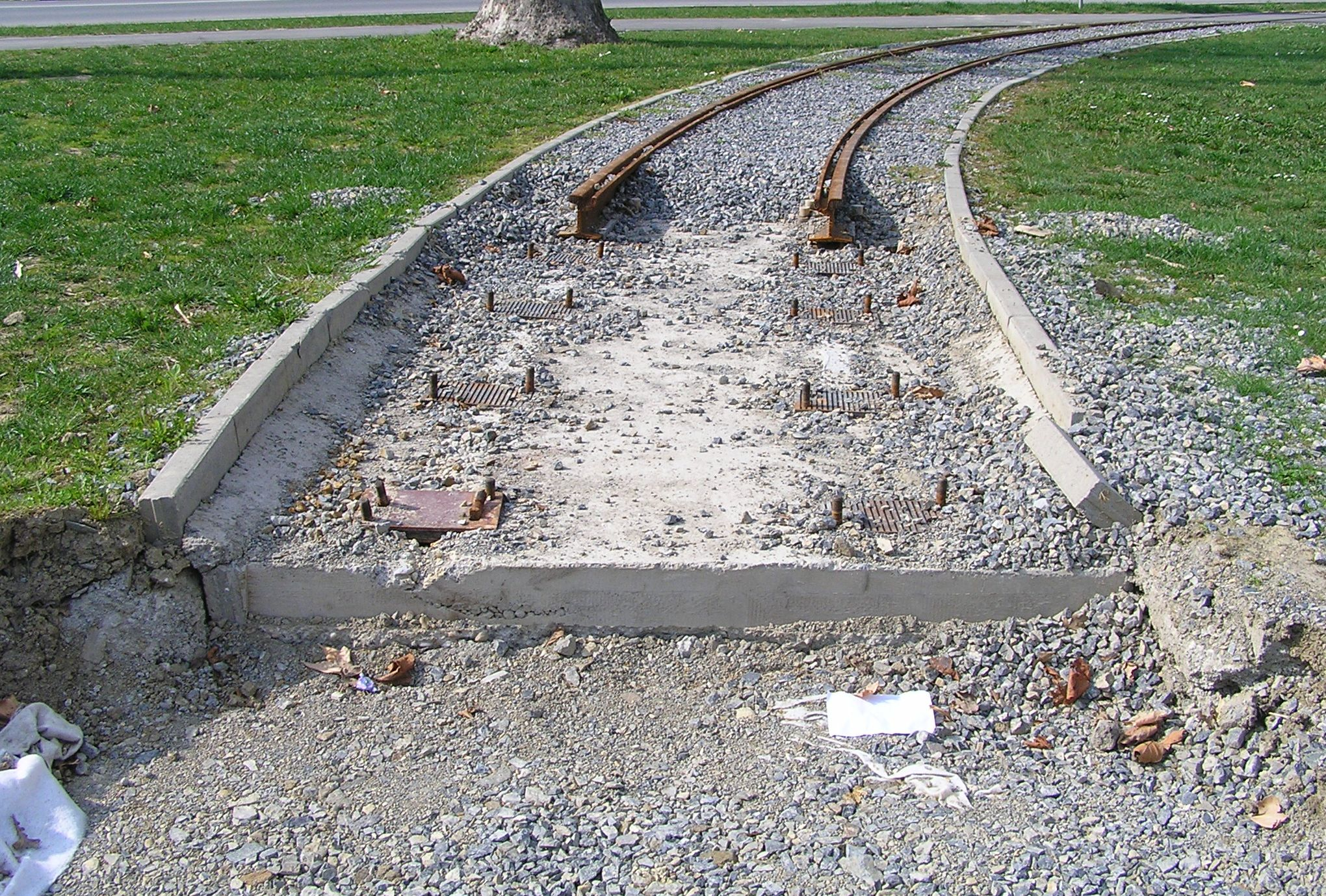
延伸工事が進められている線路敷（2009年撮影）

## 運行
2020年現在、オシエク市電は以下の2つの系統による運行を実施している。全長17 kmの路線の大半は複線区間だが、マルティナ・ディヴァルタ通り（Ulici Martina Divalta）を始めとした一部区間は単線となっている。全区間のうち65 %は併用軌道である。
運賃は路線バスと共通で、1時間の有効期限を持つ乗車券が11クーナ、1日乗車券が35クーナで販売されている。また、20クーナのデポジット代で購入可能な非接触式ICカードを使用した場合は1回の乗車毎の料金が8クーナとなる。利用客は乗車時に自身で乗車券への刻印やICカードの支払いを行う必要があり、無賃乗車が発覚した場合は追加料金が科せられる。
| 系統番号 | 起点                | 終点         | 解説 |
| -------- | ------------------- | ------------ | --- |
| 1        | Višnjevac           | Zeleno polje | Trg Ante Starčeviće - Sakuntala park間は2号線と線路を共用                                                                                             |
| 2        | Trg Ante Starčevića | Bikara       | Đakovština → Sakuntala park → Trg Ante Starčeviće → Đakovština間は環状運転を実施（6の字型） Sakuntala park → Trg Ante Starčeviće間は1号線と線路を共用 |

## 車両

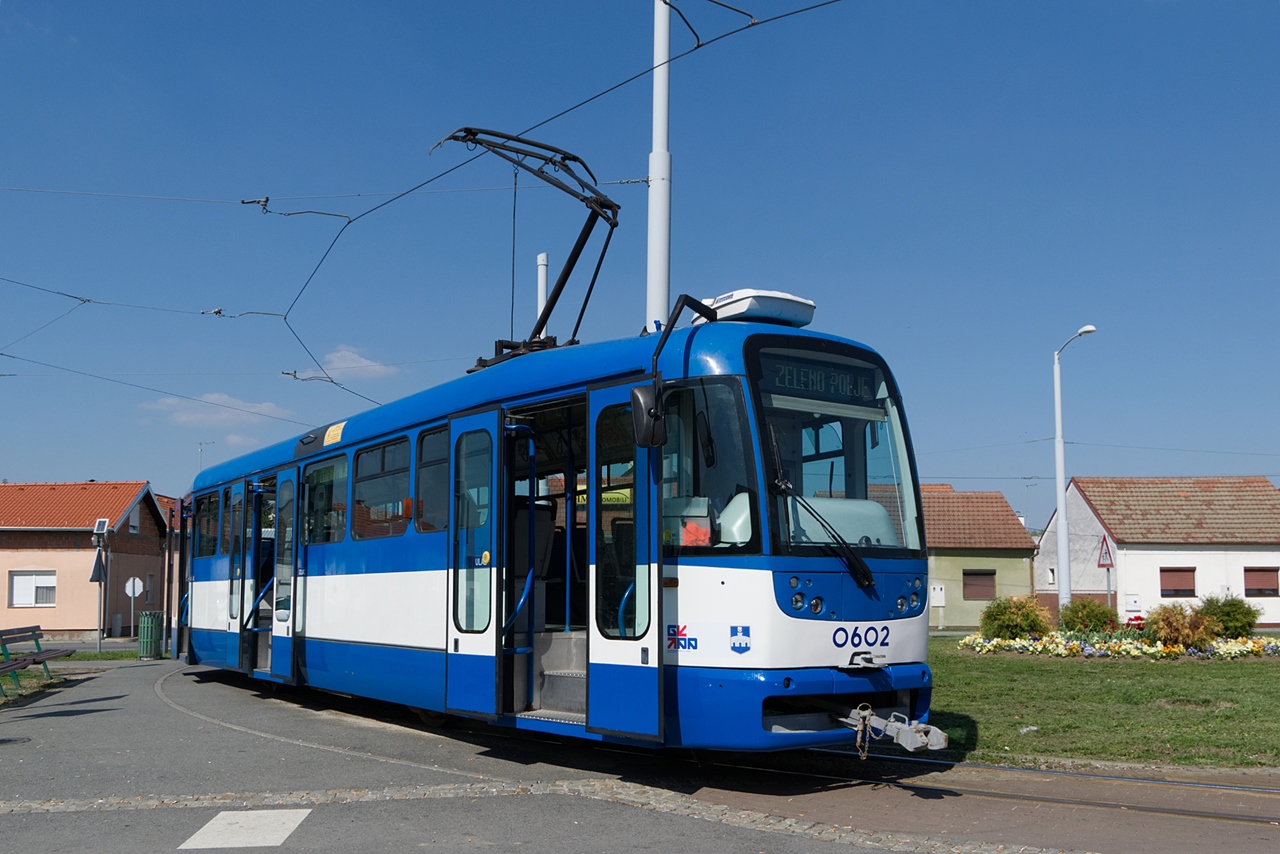
T3.PVO

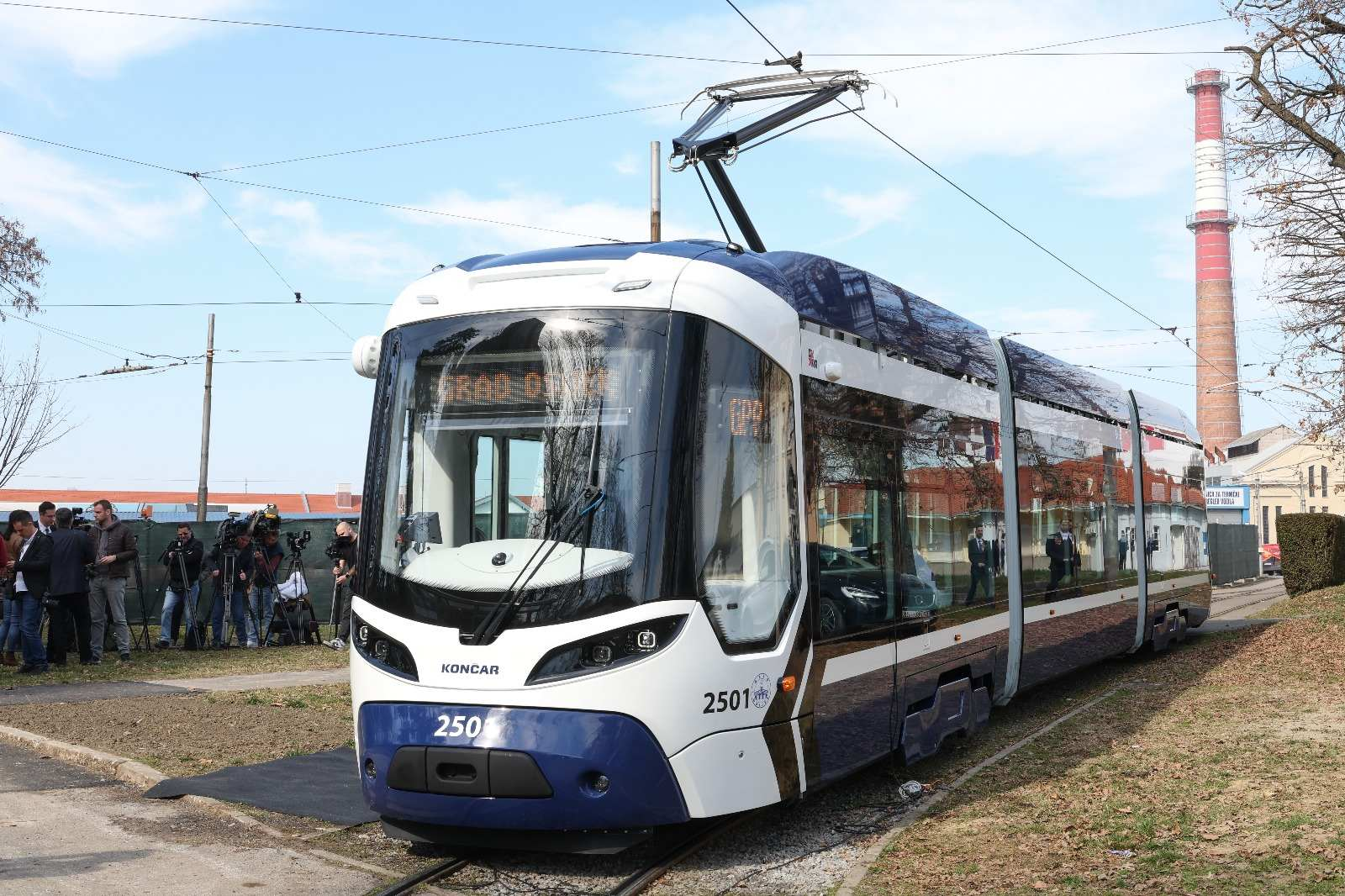
TMK 2500

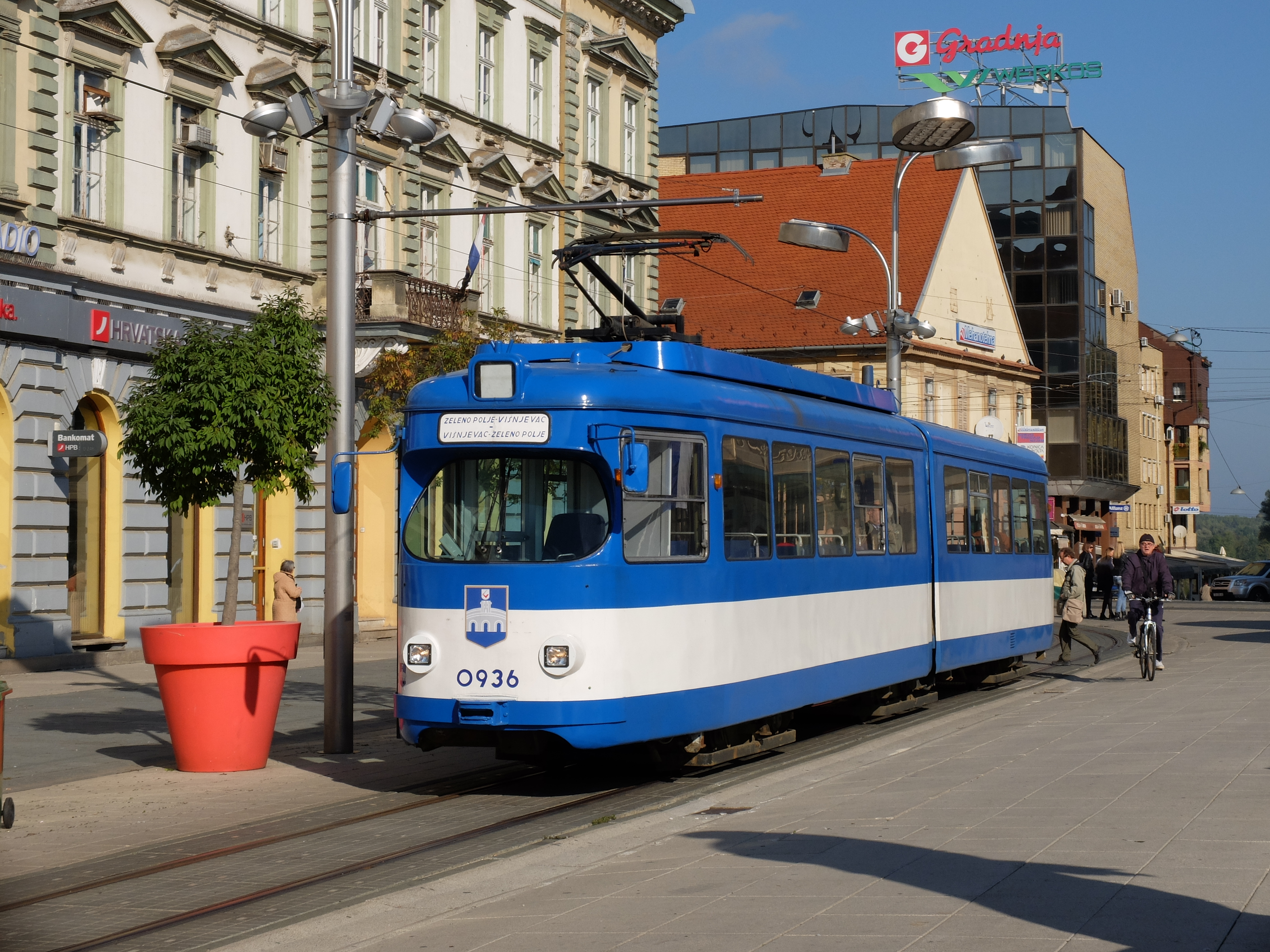
GT6

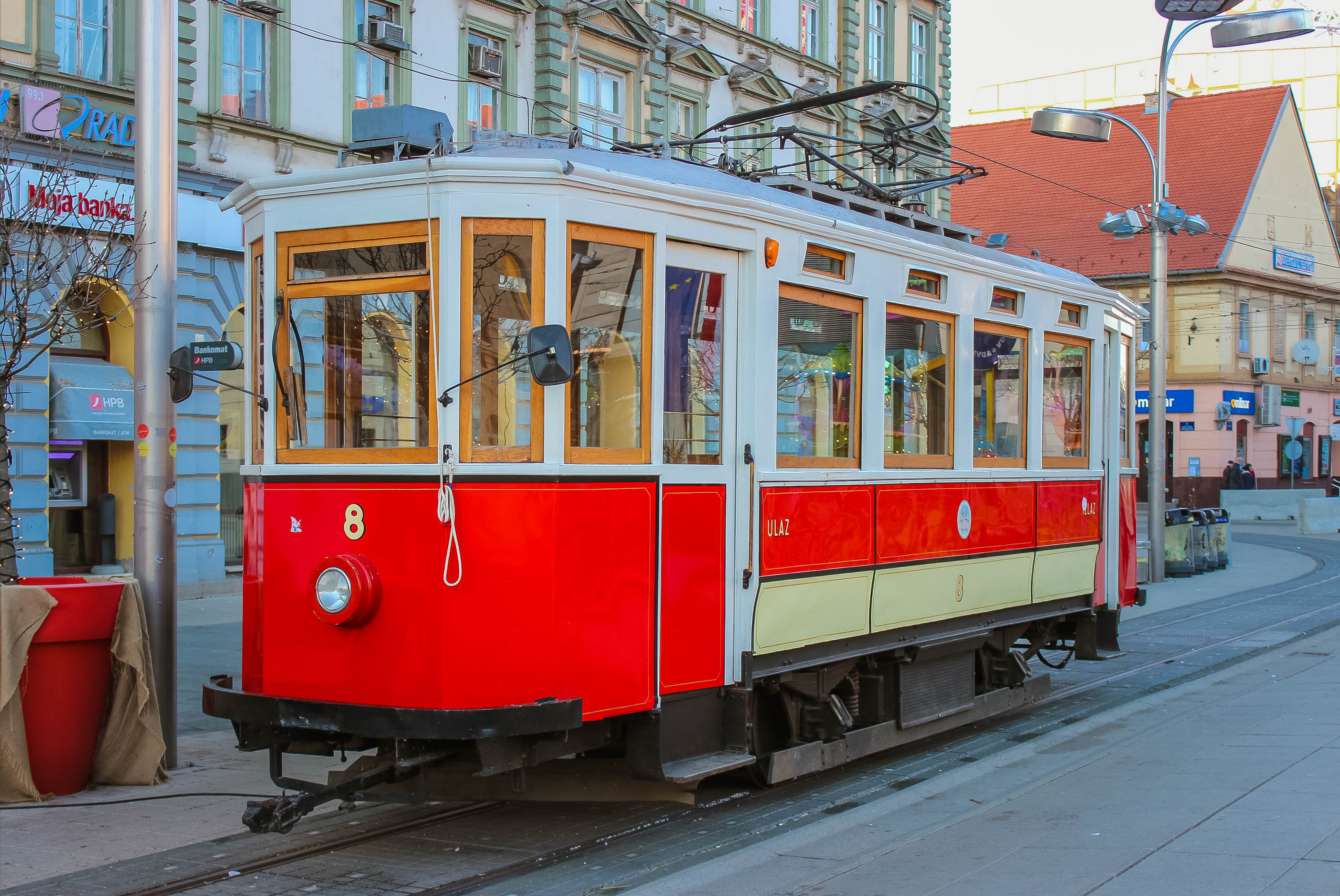
動態保存車両

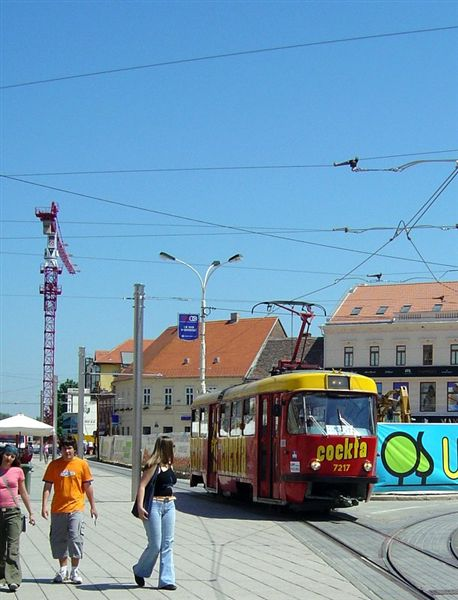
タトラT3YU
（2005年撮影）

### 現有車両
2025年の時点でオシエク市電に在籍する営業用車両は以下の通りである。これらに加え、動態保存車両として1928年に製造された2軸車が1両存在する。車両は1926年に建設されたハドリヌアス1世通り（Ulici cara Hadrijana 1）沿いの車庫に在籍する。
- T3.PVO - 1968年からオシエク市電に導入された、チェコスロバキア（現：チェコ）・ČKDタトラ製の路面電車車両（タトラカー）のタトラT3YUの機器を流用し、新造した車体や電気機器と組み合わせた車両。2006年にチェコのコンソーシアムであるアライアンスTWによって製造され、2017年の時点で17両が在籍しており、うち6両は1968年、11両は1972年製のタトラT3YUの部品が用いられている。ただし、2025年以降は次項で述べる超低床電車による置き換えにより全車とも引退する予定となっている[2][6][7][20][21]。
- TMK 2500 - 2023年にクロアチア国内企業のコンサール（クロアチア語版）との間に結ばれた契約を基に導入される、オシエク市電初の超低床電車。片運転台式の3車体連接車で、車内にはオシエク市電の車両で初めて冷暖房双方に対応した空調装置が完備されている。最大30両の契約分のうち最初に製造されるのは10両で、営業運転開始は2025年4月を予定している[13][22]。

### 過去の車両
- TMK 101 - 現：クロアチアのスラヴォンスキ・ブロドに工場を有するジュロー・チャコビッチ（英語版）が製造した、戦後初の新造車両[注釈 1]にしてオシエク市電初のボギー車。1962年から1963年にかけて8両が導入されたが、次に述べるタトラT3の増備に伴い1972年に同型車両が多数在籍したザグレブ市電へ全車移籍した[5][11][23][24]。
- タトラT3YU - チェコスロバキア（現：チェコ）のタトラ国営会社スミーホフ工場（→ČKDタトラ）で製造された電車。1968年から1982年にかけて20両が導入され、付随車のタトラB3YU（4両）と共に長期間に渡って使用されたが、老朽化の進行やオシエク市電近代化の一環として2006年にT3.PVOへの更新工事が行われ、対象とならなかったT3YUおよびB3YUは運用から離脱した[6][7][11][25][26]。
- GT6 - 元は西ドイツ（現：ドイツ）のマンハイム市電（ドイツ語版）向けに製造された、デュワグ製の2車体連接車。オシエク市電には1995年に譲渡された車両と、クロアチアの首都・ザグレブのザグレブ市電に譲渡された後、2009年と2012年に再度オシエク市電に譲渡された車両があり、後者についてはザグレブ市電時代に前照灯のLED化、wi-fiへの対応などの近代化工事が行われた。合計9両が導入され、うち6両は1960年製（デュワグカー）、3両は1971年製（マンハイム形）であったが、2025年時点で全車とも営業運転から離脱している[2][6][13][8]。

### 主要諸元
| オシエク市電・主要車両諸元 | オシエク市電・主要車両諸元 | オシエク市電・主要車両諸元     | オシエク市電・主要車両諸元 | オシエク市電・主要車両諸元 | オシエク市電・主要車両諸元 |
| -------------------------- | -------------------------- | ------------------------------ | -------------------------- | -------------------------- | -------------------------- |
| 形式                       | 形式                       | T3.PVO                         | GT6                        | GT6                        | TMK 2500                   |
| 製造企業                   | 製造企業                   | ČKDタトラ アライアンスTW(改造) | デュワグ                   | デュワグ                   | コンサール                 |
| 軌間                       | 軌間                       | 1,000 mm                       | 1,000 mm                   | 1,000 mm                   | 1,000 mm                   |
| 編成                       | 編成                       | 単車(ボギー車)                 | 2車体連接車                | 2車体連接車                | 3車体連接車                |
| 着席定員                   | 着席定員                   | 23人                           | 37-52人                    | 37-52人                    | 44人                       |
| 立席定員                   | 乗車密度5人/m2時           | 88人                           | 141-143人                  | 141-143人                  | ？                         |
| 立席定員                   | 乗車密度8人/m2時           | 140人                          | ？                         | ？                         | ？                         |
| 全長                       | 全長                       | 15,260mm                       | 20,200mm                   | 20,200mm                   | 20,800mm                   |
| 全幅                       | 全幅                       | 2,500mm                        | 2,200mm                    | 2,200mm                    | ？                         |
| 車体長                     | 車体長                     | 14,280mm                       | 19,100mm                   | 19,100mm                   | ？                         |
| 車体高                     | 車体高                     | 3,060mm                        | 3,380mm                    | 3,380mm                    | ？                         |
| 乗降扉数                   | 乗降扉数                   | 3箇所                          | 4箇所                      | 4箇所                      | 4箇所                      |
| 固定軸距                   | 固定軸距                   | 1,900mm                        | 1,800mm                    | 1,800mm                    | ？                         |
| 重量                       | 重量                       | 17.5t                          | 19.4t                      | 21.0t                      | ？                         |
| 主電動機                   | 主電動機                   | TE 022                         | Gbd 120                    | Gbd 120                    | ？                         |
| 主電動機出力               | 主電動機出力               | 44kw                           | 120kw                      | 120kw                      | ？                         |
| 車両出力                   | 車両出力                   | 176kw                          | 240kw                      | 240kw                      | ？                         |
| 定格電圧 (補助電源装置)    | 定格電圧 (補助電源装置)    | 直流24V                        | 直流24V                    | 直流24V                    | ？                         |
| 脚注                       | 脚注                       | 1.                             | 1.                         | 1.                         | 1.                         |

## 今後の予定
欧州復興開発銀行からの支援を受けて公共交通機関の近代化を進めるGPPは、路線バスと共にオシエク市電の路線拡張や近代化も積極的に行っている。2014年に実施されたVišnjevac方面への延伸や2022年以降の大規模な近代化工事、2025年以降実施される超低床電車・TMK 2500の導入はその一環であり、今後は更に西側のJosipovac地区中心部への延伸が実施される予定となっている他、単線区間の複線化も検討されている。

## 新型コロナウイルスの影響
新型コロナウイルス感染症（COVID-19）の被害拡大を防ぐため、クロアチア共和国市民保護本部からの要請に伴い、GPPは2020年3月23日から労働者向けの臨時路線バスを除き公共交通の運行を全面的に停止した。オシエク市電も同様の措置を取ったが、線路や架線など施設の状態を維持するため、4月21日から客を乗せない試運転を行った。その後、公共交通の運行停止措置の解除に伴い、路線バスと共に4月27日から通常の営業運転を再開しているが、GPPでは引き続き乗車時の手の消毒や乗客間の距離など感染対策の徹底を呼びかけている。